# Палаванский вонючий барсук
Палаванский вонючий барсук (лат. Mydaus marchei) — вид млекопитающих из семейства скунсовых, обитающий в западной части Филиппин. Назван из-за сходства с барсуком, сильного неприятного запаха, и крупнейшего из островов, на котором он обитает — Палаван. В прошлом вонючих барсуков относили к семейству куньих и считали родственниками барсуков. Но недавние генетические исследования доказали, что они относятся к семейству скунсовых, ранее считавшихся эндемиками Нового Света. Палаванский вонючий барсук размером с большого скунса или маленького барсука. Хотя у него отсутствуют беловатые пятна на спине, типичные для скунсовых, хищные животные и люди-охотники обычно избегают его из-за сильно пахнущих выделений, которые он может распылять из специализированных анальных желез, характерных для скунсовых.

## Внешний вид и строение
Палаванский вонючий барсук, хотя и меньше настоящего барсука, является одним из самых крупных представителей семейства скунсовых. Взрослые особи достигают размеров от 32 до 46 см в длину, примерно того же размера, что и полосатый скунс, обитающий в Северной Америке, и весят от 0,85 до 2,5 кг. Но внешне они больше напоминают барсуков, чем скунсов. У них острая морда с подвижным носом и коренастое тело с короткими и мощными конечностями с сильно изогнутыми когтями. Хвост очень короткий по сравнению с телом, размером всего от 1,5 до 4,5 см, и на нем отсутствует пушистый мех, как у многих других скунсов. Ушные раковины рудиментарны, глаза относительно небольшие.
Мех от темно-коричневого до черного на большей части тела, переходя в более коричневатый цвет на нижней части тела. Также есть разбросанные белые волосы на спине и на лбу, но не белая полоса и пятно на голове, которые можно увидеть у близкородственного зондского вонючего барсука. По сравнению с ним палаванский вонючий барсук также немного меньше, с более крупными зубами и более длинным мехом. У самок шесть сосков.

## Распространение и среда обитания
Палаванские вонючие барсуки обитают на филиппинском острове Палаван, а также на соседних островах Бусуанга и Калауит. Они живут в основном на лугах и возделываемых территориях, скрываясь от врагов в кустарниках.
Палаванский вонючий барсук в 1970-х годах характеризовался как «удивительно распространенный», однако в настоящее время МСОП считает его уязвимым видом. Неясно, как на нём сказывается усиливающееся антропогенное воздействие на среду обитания, но, поскольку это эндемичный вид, обитающий только на трёх островах, его положение определенно вызывает озабоченность. В настоящее время он не защищён законом и не ведется никаких работ по сохранению этого вида.

## Поведение
Палаванские вонючие барсуки ведут ночной образ жизни и питаются в основном беспозвоночными, такими как пресноводные крабы и насекомые, которых они выкапывают из земли своими длинными когтями. Они хорошие землекопы и могут проводить день в выкопанных ими норах. Могут преодолевать за день расстояние до 2 км в поисках еды и, как сообщается, помечают свою территорию пахучими метками. Они движутся медленно и не особенно агрессивны. В случае опасности либо замирают, либо издают предупреждающий рык.
Как и все скунсы, палаванские вонючие барсуки обладают анальными железами, выделяющими сильно пахнущую желтоватую жидкость. Они способны распылять ее на расстояние до метра, а запах достаточно сильный, чтобы его можно было учуять на расстоянии до мили. Палаванские вонючие барсуки почти полностью полагаются на этот мощный запах для своей защиты, и являются одними из немногих диких животных, которых не едят местные крестьяне.